# Валлих, Доротея

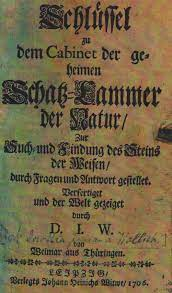
Труд 1706 г.

Доротея Юлиана Валлих (нем. Dorothea Juliana Wallich; 1657, Веймар—1725, Арнштадт) — алхимик из Тюрингии, одна из немногих женщин, известных как алхимики и оккультисты.
Автор трёх алхимических книги, которые были опубликованы в 1705 и 1706 годах под псевдонимом DIW. Эти книги были результатам её работы с кобальтосодержащей рудой и были посвящены созданию философского камня, который должен был преобразовывать такие металлы, как свинец и олово в серебро и золото. Д. Валлих также записала некоторые свои химические эксперименты с соединениями кобальта.

## Труды
- Schlüssel zu dem Cabinet der geheimen Schatz-Cammer der Natur
- Das mineralische Gluten, doppelter Schlangen-Stab, Mercurius Philosophorum
- Der Philosophische Perl-Baum: das Gewächse der drey Prinzipien